# Phyzelaphryne nimio
Phyzelaphryne nimio es una especie de anfibio anuro de la familia Eleutherodactylidae.

## Etimología
El nombre específico (nimio) es un adjetivo masculino derivado del latín "nimius" ("abundante"). La palabra nimio, además de ser sinónimo de "abundante", adquiere en español el significado de "muy pequeño" o "insignificante". El doble significado de este adjetivo alude simultáneamente a la abundancia de esta especie en su hábitat y a su muy reducido tamaño corporal.

## Distribución geográfica
Endémico de la Amazonia noroccidental en Brasil. Se le conoce sólo de dos localidades de bosque de tierra firme en la cuenca del río Juami, al sur del río Japurá.

## Estado de conservación
Su estado de conservación no ha sido evaluado. Las dos poblaciones conocidas se encuentran en una región remota y despoblada, protegida por la unidad de conservación "Estação Ecológica Juami-Japurá".